# Novelis
Novelis est une entreprise d'aluminium créée par la scission d'Alcan en 2005. Elle a été rachetée par Hindalco en 2007.

## Histoire
En juillet 2018, Hindalco par l'intermédiaire de Novelis, a annoncé son intention d'acquérir Aleris, une entreprise américaine d'aluminium pour 2,6 milliards de dollars.

## Implantations
Novelis est implanté dans dix pays à travers le monde.

### Bureaux régionaux
- Novelis North America : Atlanta,  États-Unis
- Novelis South America : São Paulo,  Brésil
- Novelis Asia : Séoul,  Corée du Sud
- Novelis AG : Zurich,  Suisse